# Cardet
Cardet – miejscowość i gmina we Francji, w regionie Oksytania, w departamencie Gard.
Według danych na rok 1990 gminę zamieszkiwało 569 osób, a gęstość zaludnienia wynosiła 69 osób/km² (wśród 1545 gmin Langwedocji-Roussillon Cardet plasuje się na 485. miejscu pod względem liczby ludności, natomiast pod względem powierzchni na miejscu 842.).